# Что случилось с ребёнком Розмари
«Что случилось с ребёнком Розмари» (англ. Look What's Happened to Rosemary's Baby), также известен как «Ребёнок Розмари, часть II» (англ. Rosemary's Baby Part II) — американский телевизионный фильм 1976 года, являющийся продолжением фильма Романа Полански 1968 года «Ребёнок Розмари». В главных ролях в нём снялись Стивен Макхэтти, Пэтти Дьюк, Джордж Махарис, Рут Гордон и Рэй Милланд. Премьера фильма состоялась на канале ABC Friday Night Movie 29 октября 1976 года.
Фильм рассказывает об Эндрю (Адриане) Вудхаусе с 8-летнего возраста до рождения его собственного первенца. Будущий Антихрист обнаруживает, что члены его семьи и новообретённый любовный интерес постоянно манипулируют им. Хотя фильм основан на романе Айры Левина 1967 года, по которому был снят первый фильм, он имеет мало отношения к книге.

## Сюжет
Фильм разделён на три части, названные «книги». «Книга Розмари» рассказывает о том, как ковен готовится к ритуалу. Действие «Книги Адриана» происходит 20 лет спустя. «Книга Эндрю» рассказывает о рождении внука Розмари.

### Книга Розмари
Фильм начинается с того, что ковен готовится к ритуалу, но обнаруживает, что восьмилетний Адриан (ребёнок Розмари) пропал из своей комнаты. Зная, что Розмари (Пэтти Дьюк) должна нести ответственность за это, члены ковена используют её личные вещи, чтобы позволить силам зла найти её. Розмари и Адриан прячутся в синагоге в поисках убежища. Пока они прятались там, сверхъестественные события начинают влиять на раввинов. Однако, поскольку они ищут убежища в доме Бога, ковен не в состоянии повлиять на них.
На следующее утро Роман Кастевет (Рэй Милланд) звонит Гаю Вудхаусу (Джордж Махарис), к моменту событий фильма ставшему кинозвездой. Роман сообщает Гаю, что Розмари и Эдриан пропали и что Розмари может попытаться связаться с ним. Позже той же ночью Розмари и Эдриан укрываются на автобусной остановке. Розмари звонит Гаю, пока Адриан играет неподалеку со своей игрушечной машинкой. Как только Гай берёт трубку, Розмари немедленно дает инструкции о том, как отправить ей деньги. Снаружи несколько местных детей начинают дразнить Адриана и издеваться над ним, отобрав его игрушечную машинку. Придя в ярость Адриан валит детей без сознания на землю. Услышав шум, Розмари вешает трубку и выбегает на улицу, чтобы найти Адриана. При попытке к бегству к паре пристаёт Марджан (Тина Луиза), работница секс-бизнеса, которая была свидетельницей инцидента. Марджан предлагает спрятать их в своём трейлере.
Через некоторое время Розмари просит Марджин пойти посмотреть, что случилось с детьми. После того, как Марджин возвращается, она лжёт и говорит Розмари, что двое мальчиков умерли. Марджин, очевидно, последовательница Романа и Минни (Рут Гордон), предлагает помочь Розмари сесть в автобус, чтобы сбежать. Позже той же ночью автобус, наконец, прибывает и Розмари входит в него, после чего двери захлопываются за ней прежде, чем Адриан успевает сесть в автобус. Розмари поворачивается к водителю, только чтобы обнаружить, что автобус пуст и едет сам по себе. Марджан держит Адриана на руках, когда он в последний раз видит свою мать, которую увозит одержимый автобус.

### Книга Адриана
Более 20 лет спустя взрослый Адриан (Стивен Макхэтти), начинающий музыкант, мечтающий сбежать в Сан-Франциско со своим лучшим друг Питером Саймоном (Дэвид Хаффман), живёт в Лас-Вегасе со своей «тётей» Марджан, которая владеет дешёвым казино на окраине города. Адриан и Питер задержаны полицией за превышение скорости. Когда Адриан приезжает в свой дом, который является дешевым его «тети», она устраивает ему выволочку по поводу его безрассудного поведения, говоря, в том числе, что всегда беспокоилась о нём с тех пор, как его родители «погибли в автомобильной катастрофе».
Затем Адриан решает отправиться на увеселительную прогулку и затевает драку с бандой жестоких байкеров. Питер находит Адриана, который рассказывает ему, что произошло и как он страдал от странных ночных кошмаров и позывов к насилию.
Позже той же ночью Роман и Минни приезжают в казино, притворяясь тётей и дядей Адриана. Пока они готовятся к вечеринке по случаю его дня рождения, Минни усыпляет Адриана наркотиками, наряжает его в костюм дьявола и делает соответствующий грим. Питер, который замечает, что что-то не так, становится ещё более подозрительным, когда видит прибывающую кинозвезду Гая Вудхауса. После того, как Гай и Роман присоединились к остальным членам шабаша, они попытались призвать сатану. Хотя поначалу кажется, что ритуал провалился, Адриан оказывается одержимым и выбегает на танцпол казино. Роман вскоре понимает, что сатана использует Адриана, чтобы завладеть всеми невинными людьми на танцполе. Гай пугается и убегает. Питер перехватывает Гая и пытается заставить его помочь спасти Адриана. Гай паникует, когда Питер борется с ним, поэтому убивает Питера электрическим током с помощью оборванного сетевого шнура.

### Книга Эндрю
Адриан приходит в сознание с амнезией в больнице. Его держат там против его воли, поскольку его отпечатки пальцев совпадают с теми, которые полиция нашла на оборванном сетевом шнуре, использованном для убийства Питера. Медсестра по имени Эллен (Донна Миллз) говорит ему, что его зовут «Адриан»; однако он настаивает, что его зовут «Эндрю», потому что помнит, как мать называла его так. Не зная, поверит ему Эллен или нет, он не решается рассказать ей всё, что помнит о культе. Эллен верит ему и помогает сбежать. Когда Гаю сообщают о побеге Эндрю из больницы, он боится, что Эндрю может последовать за ним и убить его в приступе ярости.
В бегах Эндрю и Эллен останавливаются в мотеле, где она соблазняет его. Затем она признается ему, что является членом секты, а также употребляет наркотики и насилует его. Эндрю засыпает с ужасным кошмаром, в котором Эллен предстаёт в образе гарпии, разрывающей его грудь. Когда Эндрю просыпается и выходит на улицу в поисках Эллен, его пытается сбить мчащаяся машина. Эндрю удаётся спастись; однако Эллен была сбита автомобилем. Машина попадает в аварию, погибает водитель, которым, как выясняет Эндрю, был Гай. Растерянный и напуганный, Эндрю убегает в ночь.
Фильм заканчивается тем, что Роман и Минни сидят в приёмной больницы, куда пришли чтобы навестить свою беременную внучку. После того, как врач сообщает им, что беременность должна продолжаться в обычном режиме, выясняется, что их внучкой оказалась Эллен, которая выжила после того как её сбила машина. В финальных титрах показано, как Эллен рожает Эндрю, внука Розмари.

## В ролях
- Стивен Макхэтти — Эндрю «Адриан» Вудхаус
- Пэтти Дьюк — Розмари Вудхаус
- Бродерик Кроуфорд — шериф Хольцман
- Рут Гордон — Минни Кастевет
- Ллойд Хейнс — Лейкин
- Дэвид Хаффман — Питер Саймон
- Тина Луиз — Марджан Дорн
- Джордж Махарис — Гай Вудхаус
- Рэй Милланд — Роман Кастевет (лидер ковена)
- Донна Миллз — Эллен
- Филип Бойер — восьмилетний Адриан / Эндрю
- Брайан Ричардс — доктор Листер
- Беверли Сандерс — интервьюер

## История создания
Этот телевизионный фильм является продолжением фильма Романа Полански 1968 года «Ребёнок Розмари».
Рут Гордон в роли Минни Кастевет была единственной, снимавшейся в фильме 1968 года. Режиссером продолжения стал Сэм О’Стин, монтажёр первого фильма. Пэтти Дьюк, играющая Розмари, рассматривалась на роль в фильме 1968 года, но в конечном итоге выбор пал на Миа Фэрроу.

## Восприятие
Фильм собрал по большей части негативные отзывы критиков и простых зрителей. На сайте Rotten Tomatoes фильм получил рейтинг 12 % от посетителей сайта. В крупнейшей базе данных фильмов IMDb он имеет средний рейтинг посетителей 3,3 из 10.
Американский автор Джеймс Маккей в книге, посвящённой Рэю Милланду, обращает внимание на игру актёра в этом фильме и указывает на её связь с другими ролями Милланда в фильмах с сатанинской тематикой: «Псевдоним Ник Бил» (1949), «Мёртвые не умирают» (1975) и «Чёрная луна» (1971). Майкл Кеннеди, автор рецензии на сайте Screen Rant отмечает, что этот малоизвестный фильм может быть «заманчивой находкой» для поклонников «Ребёнка Розмари».